# Franz Gailliard

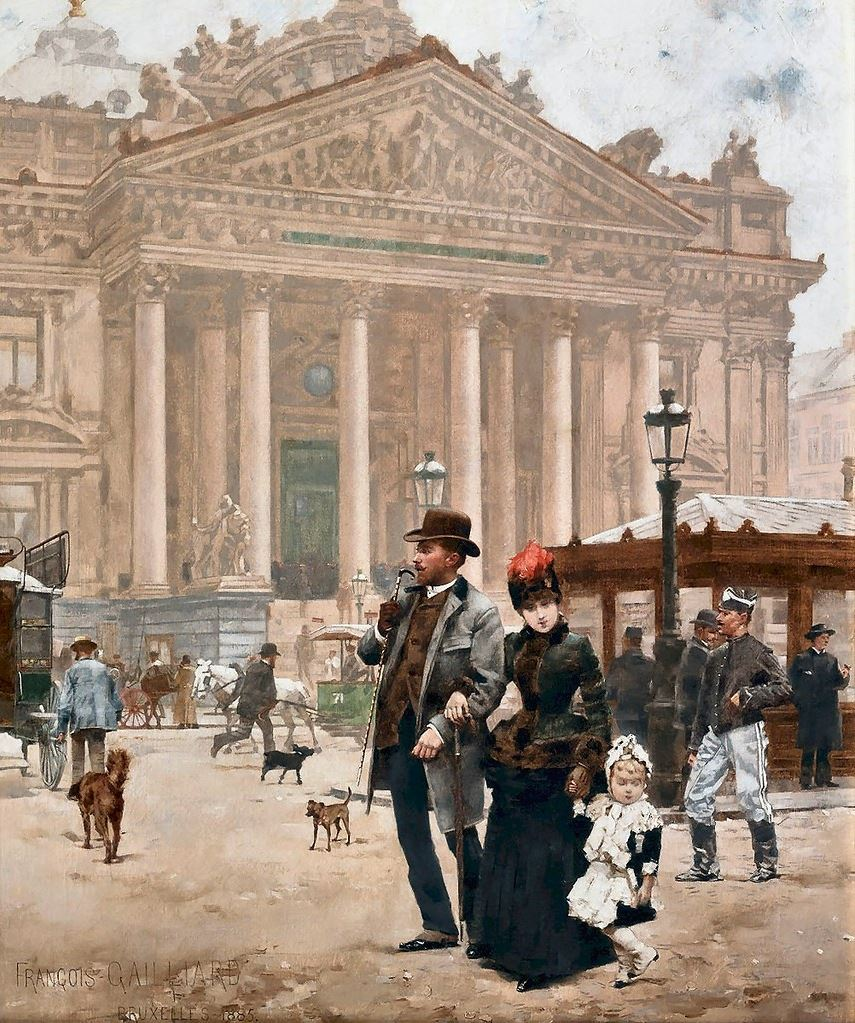
Vor dem Börsenpalast

Franz Gailliard, auch Frans Gailliard und François Gailliard (* 30. November 1861 in Brüssel; † 16. Februar 1932 ebenda) war ein belgischer Maler, Radierer und Illustrator.
Frans Gailliard studierte von 1873 bis 1881 an der Académie royale des Beaux-Arts de Bruxelles bei Jean-François Portaels (1818–1895), Joseph Stallaert (1825–1903), François-Antoine Bossuet (1798–1889) und Paul Lauters (1806–1875). Zu seinen Studienkollegen gehörten u. a. James Ensor (1860–1949), Léon Frédéric (1865–1940) und Fernand Khnopff (1858–1921).
Nach dem Studium verbrachte er einige Zeit in Paris, wo er von 1882 bis 1891 ausstellte. Er unternahm auch Studienreisen nach Italien (1898) und Griechenland (1910).
Gailliard lieferte Illustrationen an viele Zeitschriften. Nebenbei schuf er auch Porträts und Landschaftsbilder. Er beschäftigte sich auch mit Radierungen. Seine Zeichnungen waren stets realistisch, während Gemälde einen Einfluss vom Postimpressionismus zeigten.
Seine Gemalde zeigte er auf den Kunstausstellungen in Brüssel (ab 1880), Paris (ab 1882), Berlin (1896), Düsseldorf (1904), Venedig (1909), München (1910) und Amsterdam (1912).